# 種差海岸
座標: 北緯40度30分41秒 東経141度36分38秒 / 北緯40.51139度 東経141.61056度

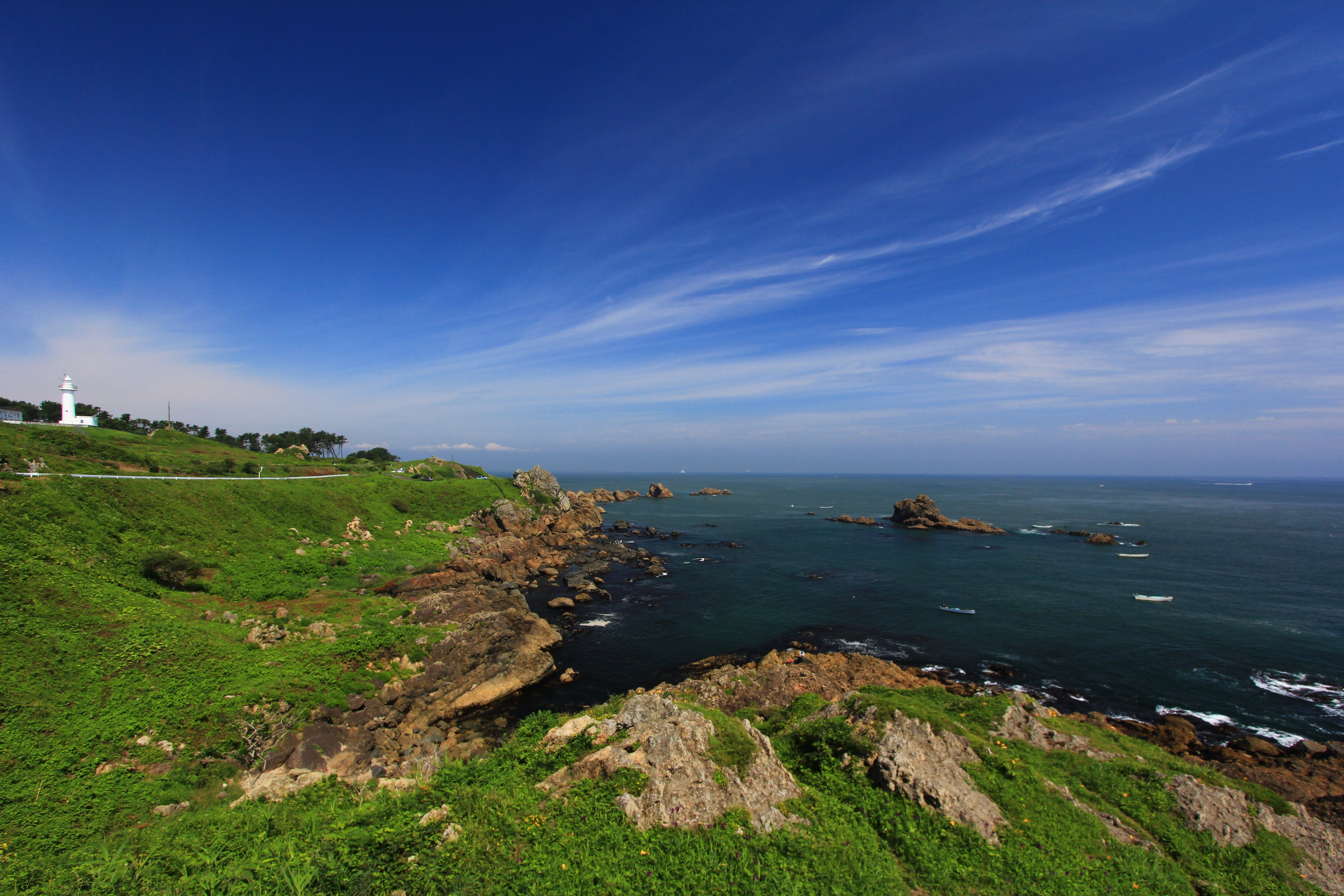
葦毛崎展望台から見た種差海岸

種差海岸（たねさしかいがん）は、青森県八戸市最東部に位置し、太平洋に面する海岸である。三陸復興国立公園内にあり、国の名勝に指定されている。

## 概要
三陸海岸は、岩手県宮古市より南側がリアス式海岸となっているが、当海岸を含む同市より北側は海岸段丘（海成段丘）となっている。
1937年（昭和12年）12月21日に国の名勝に指定（蕪島から大久喜にかけての約12km）。また、1953年（昭和28年）6月10日に種差海岸階上岳県立自然公園に指定され、2013年（平成25年）5月24日に陸中海岸国立公園に編入するとともに名称変更により三陸復興国立公園（種差海岸階上岳地域）となった。
当海岸の海岸線は、岩礁海岸・砂浜海岸・海食海岸など多様な地形が続く。北部では荒々しい岩石が露出した磯が見られ、鮫角（さめかど）の岬には種差海岸を一望できる葦毛崎展望台と鮫角灯台がある。中ほどの大須賀海岸は白い鳴き砂の浜と松原が続き穏やかな風情を見せる。ハマナスも自生している。種差海岸駅周辺には天然の芝生におおわれた段丘面が広がり、太平洋の眺望とあわせ開放的な景観となっている。南端の大久喜までは岩山が現れる。
葦毛崎展望台から種差海岸駅付近まで遊歩道が整備されている。大須賀海岸には白浜海水浴場がある。
地名の由来には諸説あるが、アイヌ語の「タンネエサシ」（長い岬）から来ているという説が有力視されている。

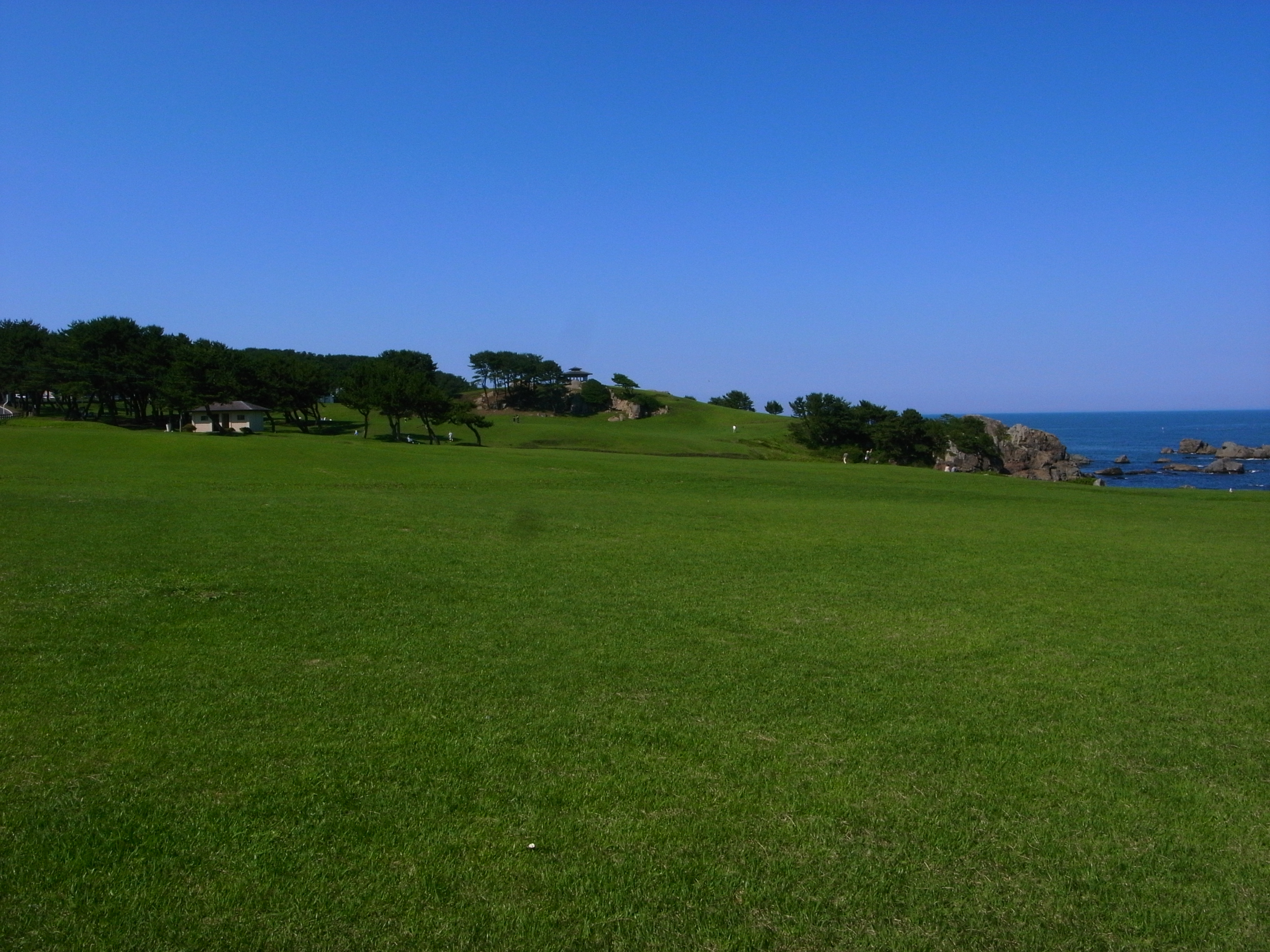
海岸沿いの天然芝生
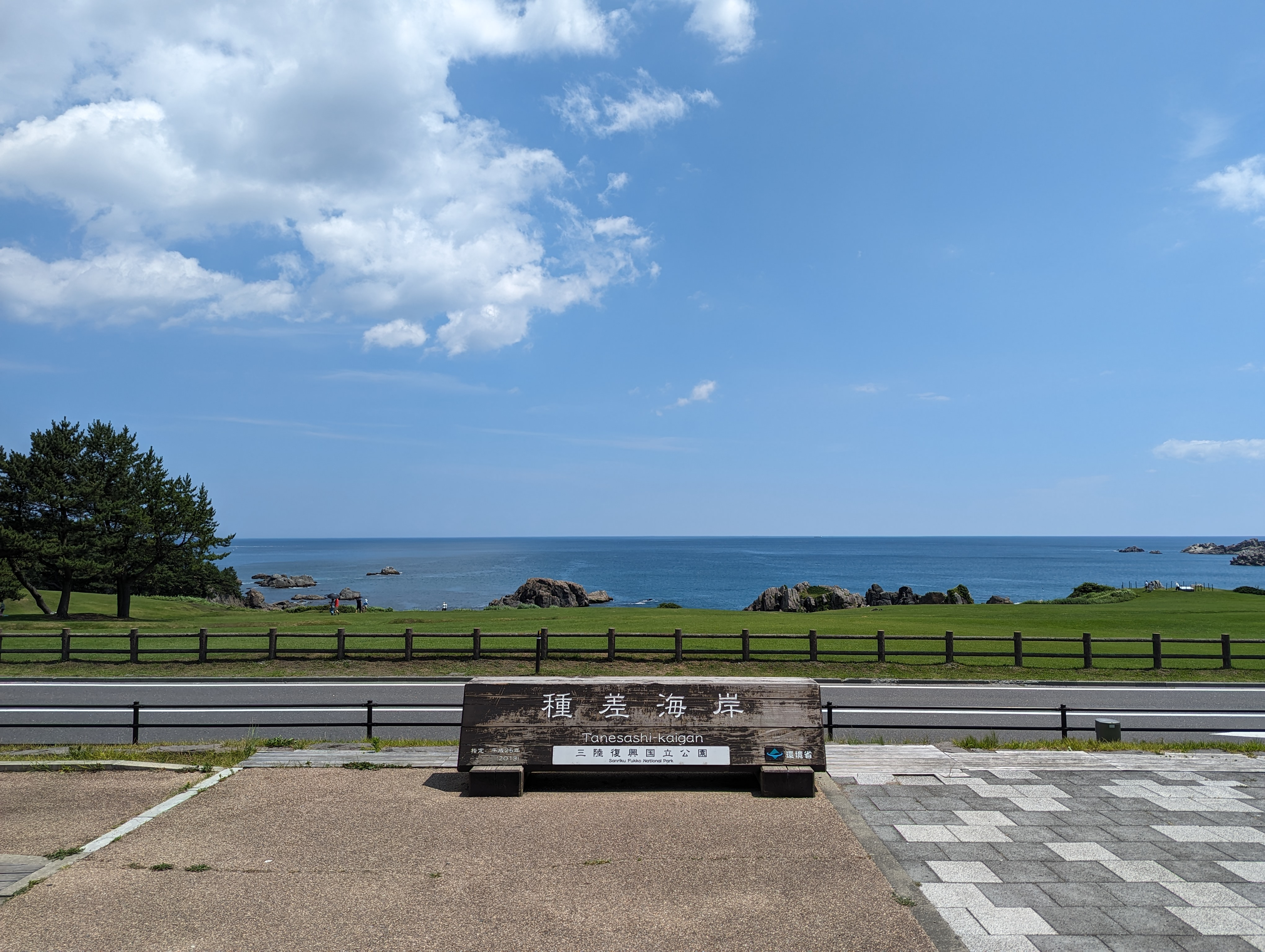
モニュメント
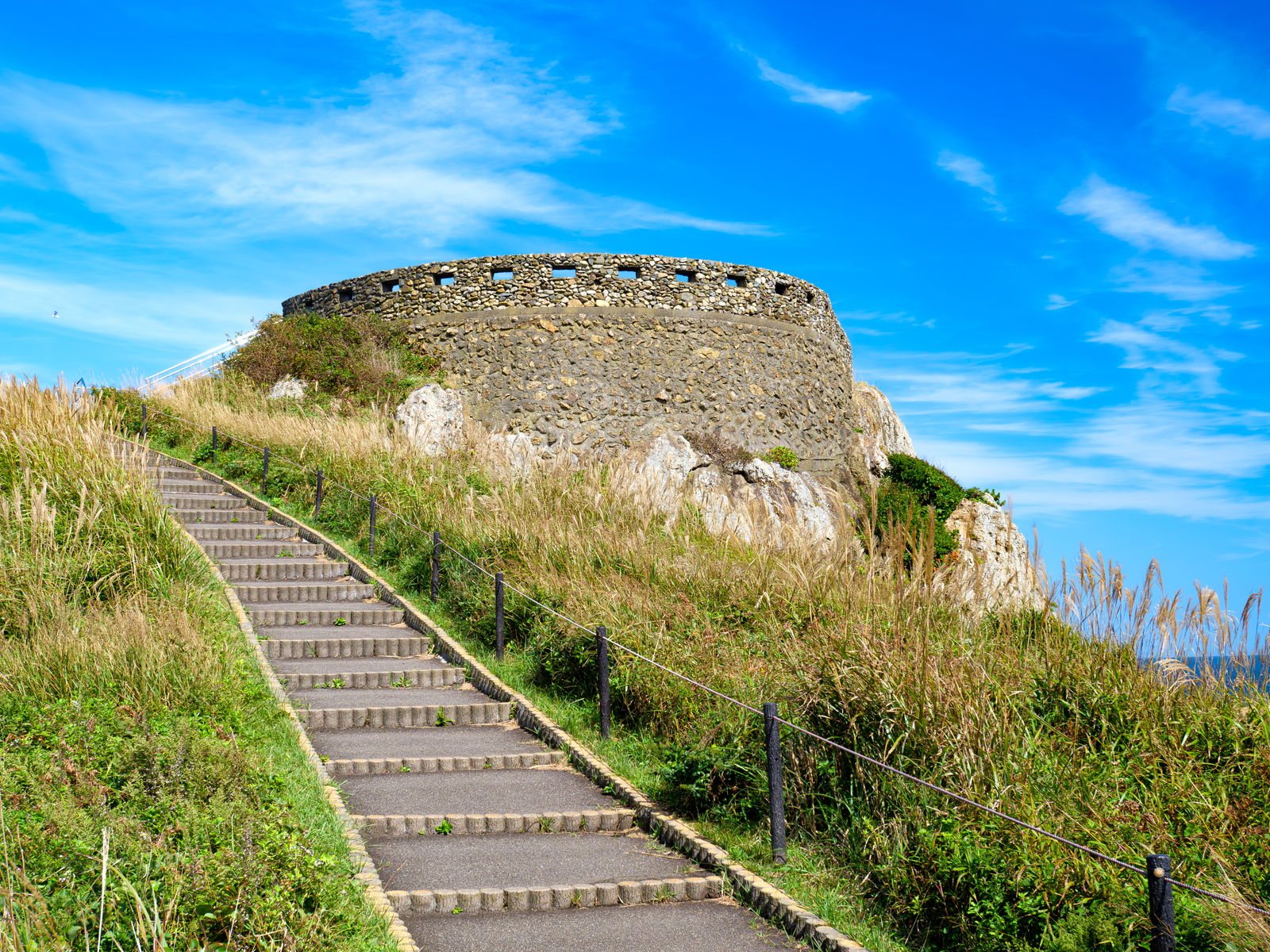
葦毛崎展望台
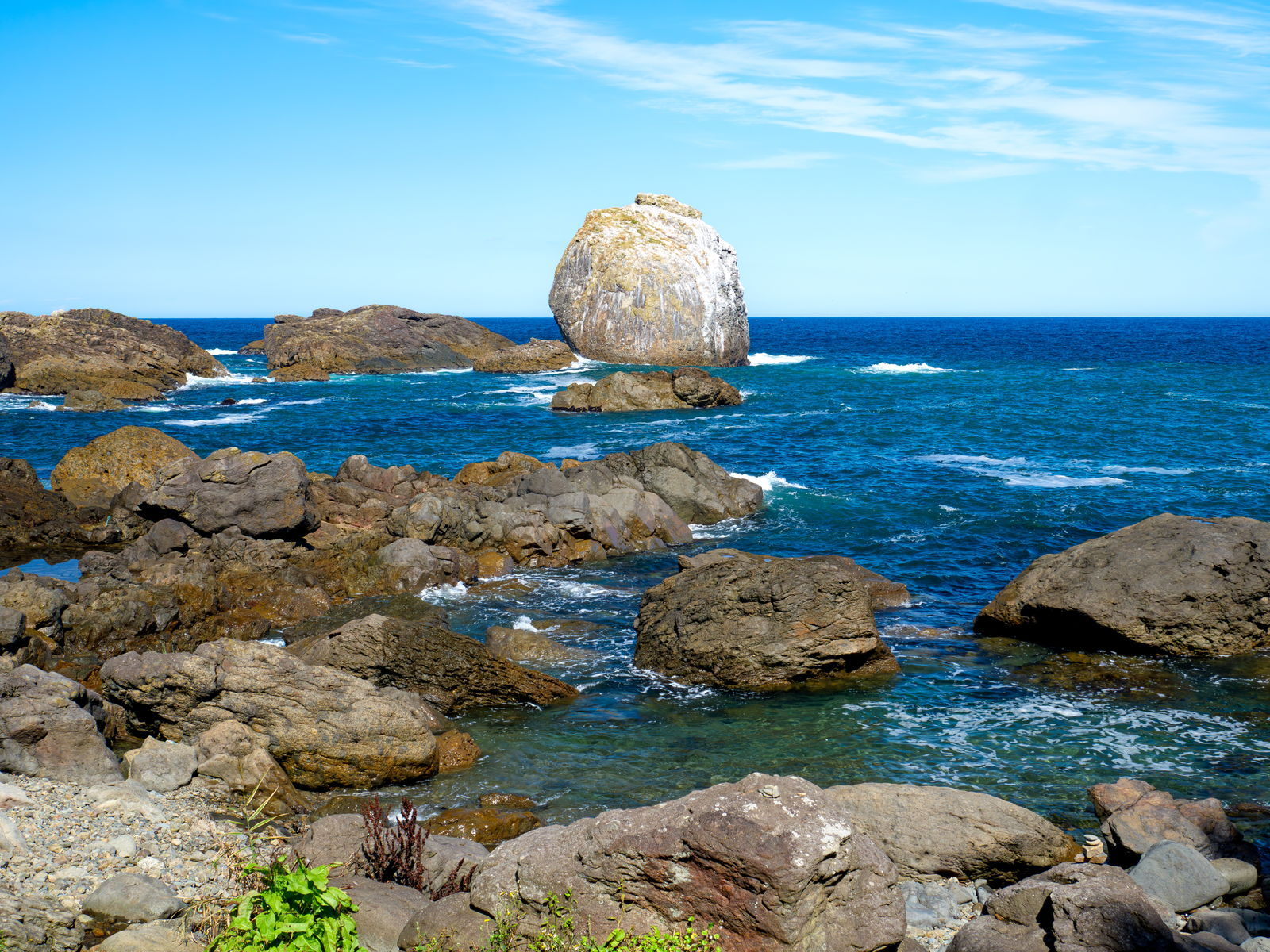
白岩
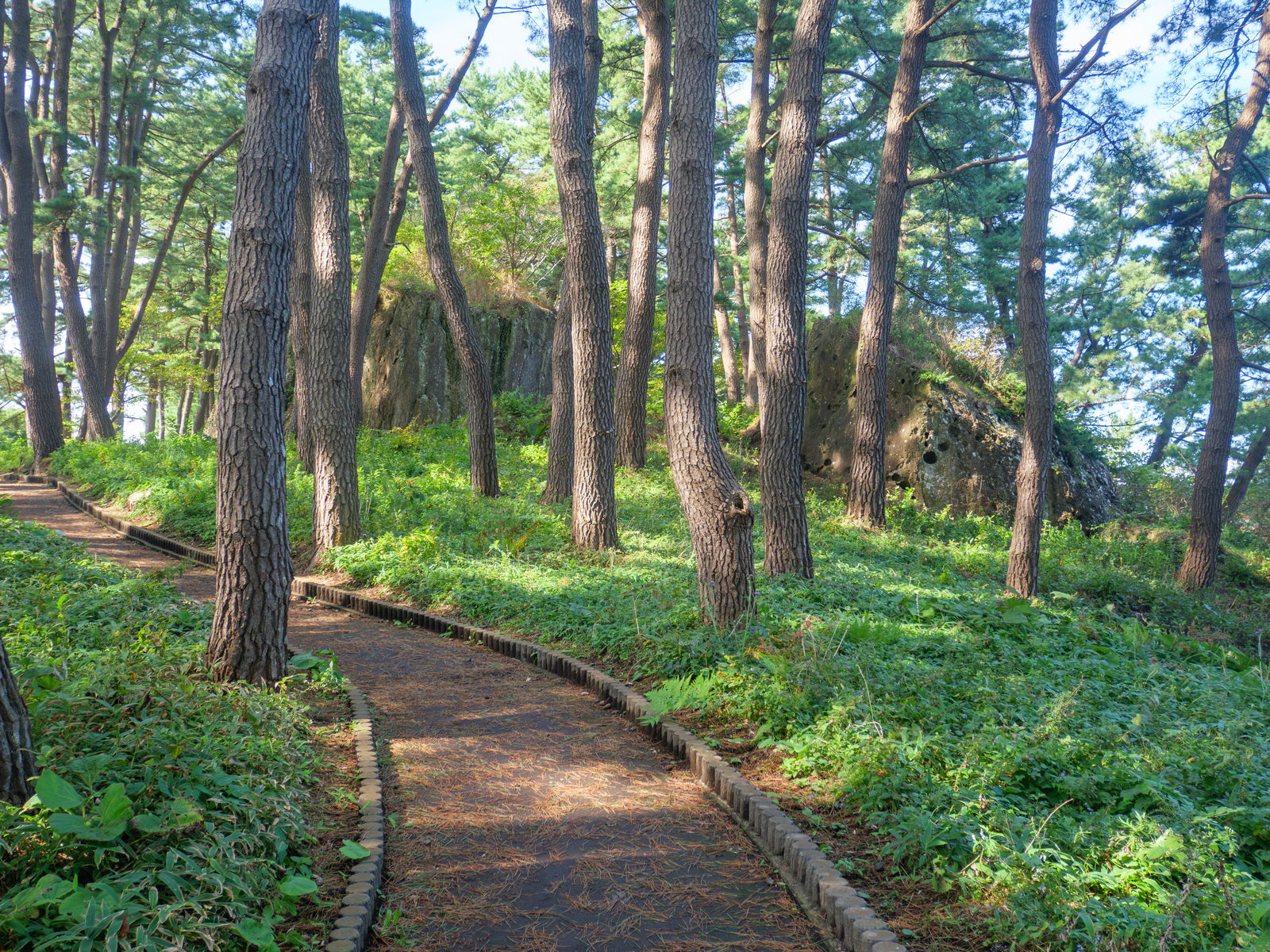
淀の松原

## 選定
- 日本の白砂青松100選 - 種差海岸
- 新日本観光地百選 - 八戸
- 日本の音風景百選 - 八戸港・蕪島のウミネコ
- 日本の渚百選 - 大須賀海岸
- 日本の灯台50選 -  鮫角灯台
- 遊歩百選 - 種差海岸遊歩道
- 美しい日本の歩きたくなるみち500選 - 種差海岸遊歩道
- 快水浴場百選 - 白浜海水浴場（白浜海岸）

## 人物
- 司馬遼太郎（街道をゆく） - 『陸奥のみち』（1978 年・朝日文庫）で紹介。

「どこかの天体から人がきて地球の美しさを教えてやらねばならないはめになったとき、一番にこの種差海岸に案内してやろうとおもったりした。」
- 東山魁夷 - 作品『道』の図案は種差海岸の風景が元となったと回想。（昭和40年『風景との対話』）

「ひとすじの道が、私の心に在った。夏の早朝の野の道である。青森県種差海岸の牧場でのスケッチを見ている時、その道が浮かんできたのである。正面の丘に灯台の見える牧場のスケッチ。その柵や、放牧の馬や、灯台を取り去って、道だけを描いてみたらーと思いついた時から、ひとすじの道の姿が心から離れなくなった。…」
- 吉田初三郎（鳥瞰図絵師） - 大正の広重と謳われた吉田は、種差海岸芝生地に別邸を構え、家族も移住して戦中・戦後の画業の拠点とした。

## 季節
650種を超える植物が自生しており、季節によって多彩な花が咲く。次に代表的な植物を挙げる。
- ミチノクフクジュソウ、アズマギク、サクラソウ、コケリンドウ、キジムシロ、ハマエンドウ、コウボウムギ、ハマニガナ、エゾノレンリソウ、フナバラソウ、オオハナウド、ハマナス、アサツキ、エゾノシシウド、キリンソウ、マイヅルソウ、ニッコウキスゲ、ノハナショウブ、スカシユリ、エゾオグルマ、エゾミソハギ、キタノコギリソウ、ツリガネニンジン、マルバダケブキ、エゾフウロ、ハチノヘトウヒレン、エゾカワラナデシコ、シロヨモギ、コハマギク、ハマギク[3]

## アクセス
- JR八戸線種差海岸駅 - 蕪島から種差海岸まで遊歩道あり。
- 青森県道1号八戸階上線